# Terataner steinheili
Terataner steinheili är en myrart som först beskrevs av Auguste-Henri Forel 1895.  Terataner steinheili ingår i släktet Terataner och familjen myror. Inga underarter finns listade i Catalogue of Life.

## Bildgalleri

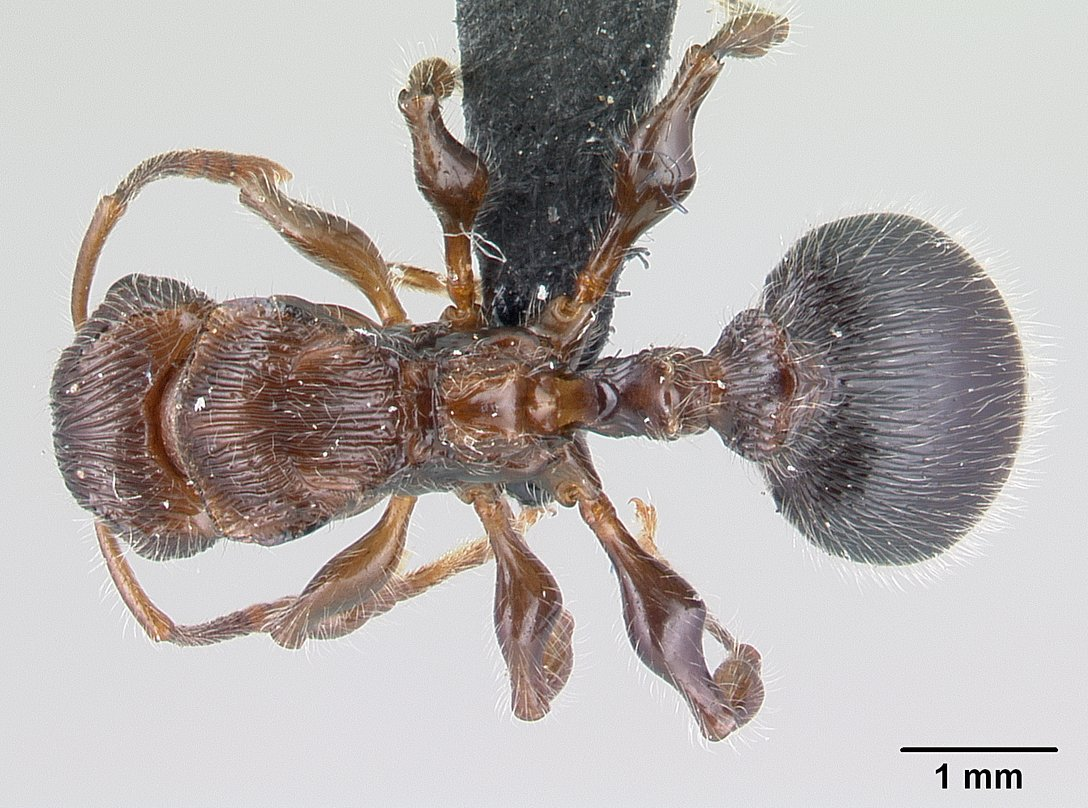
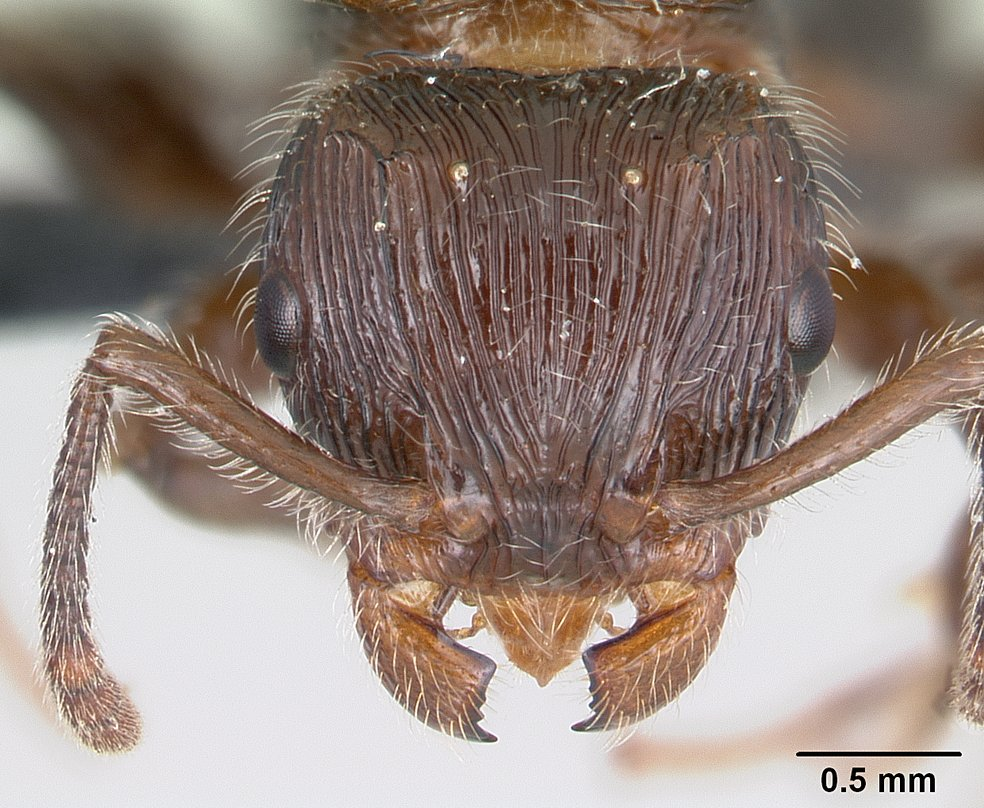
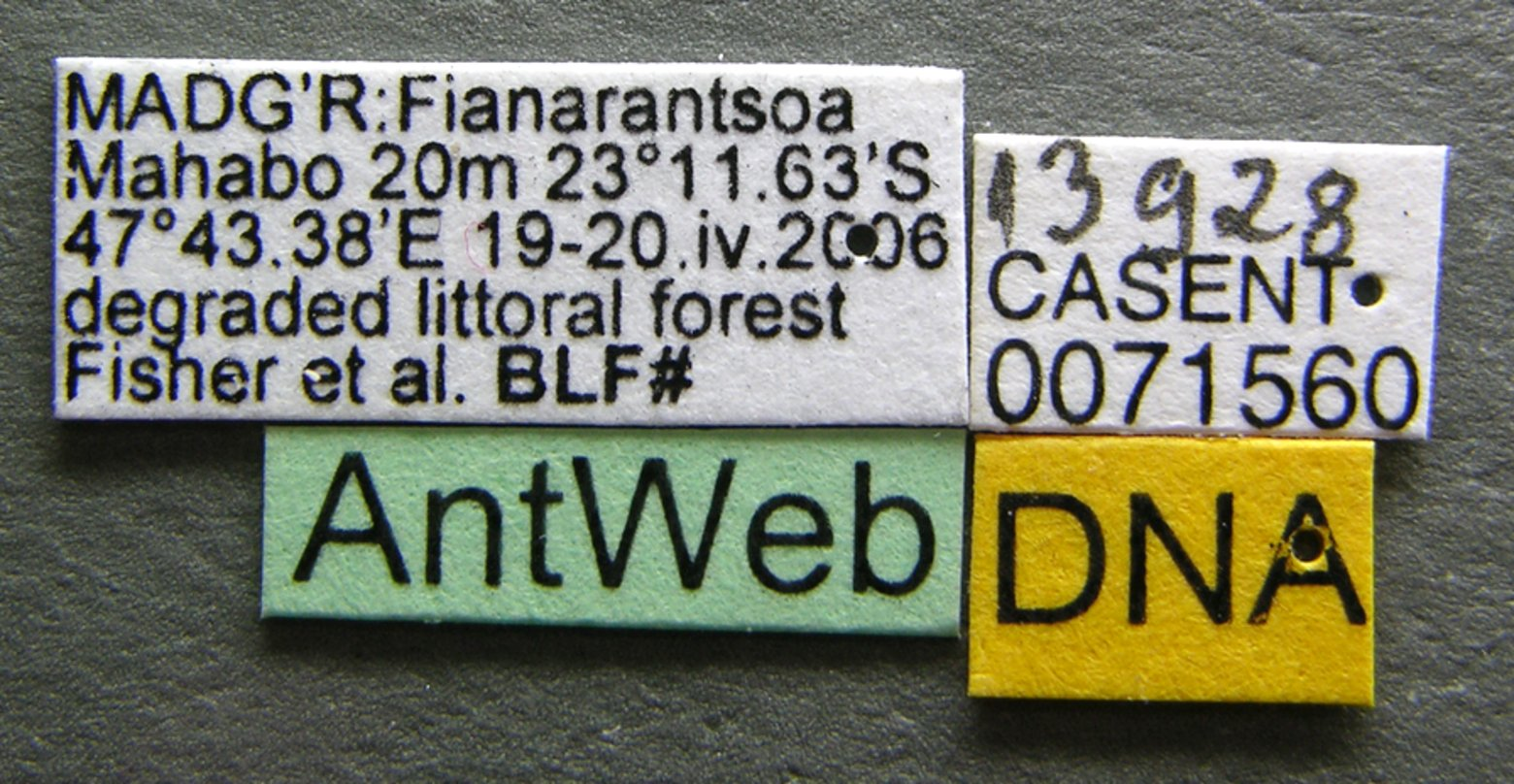
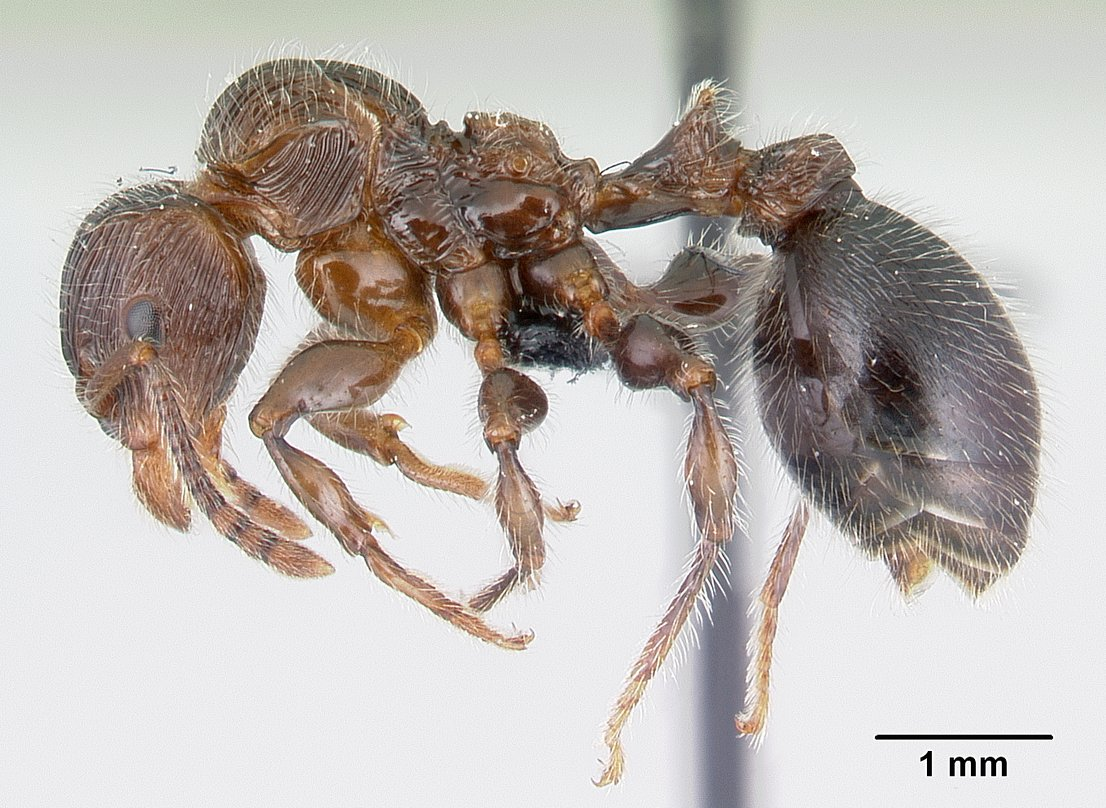
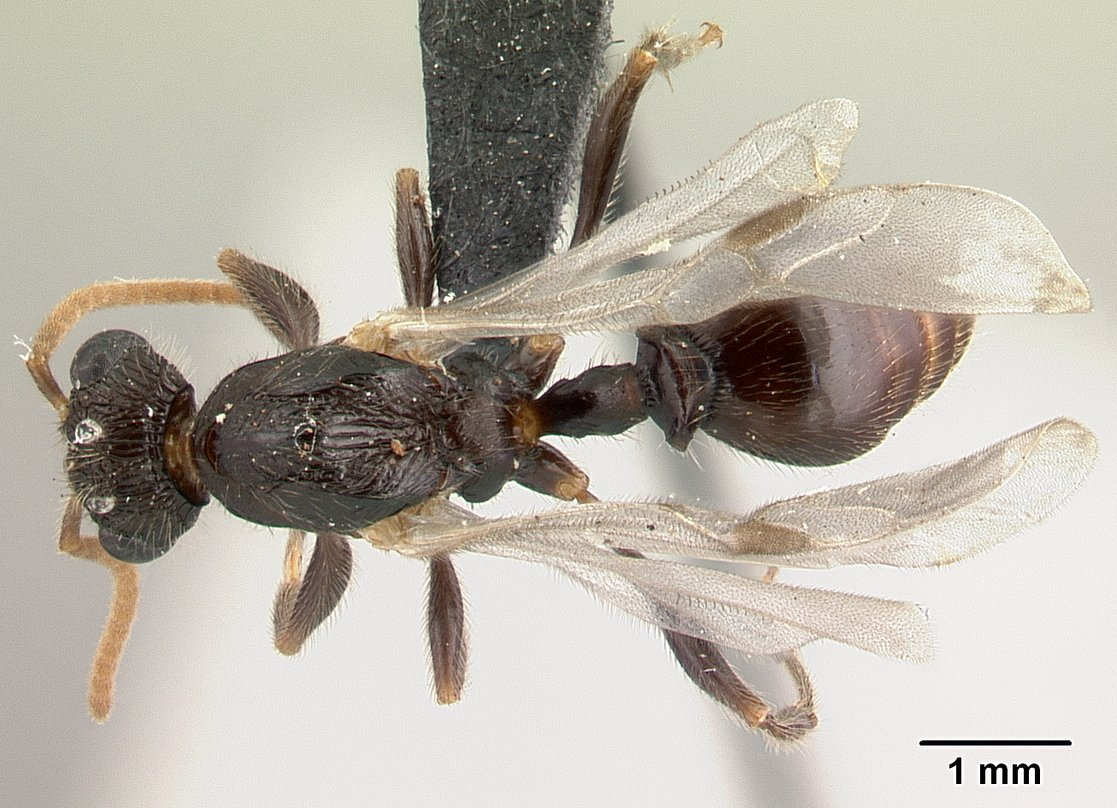
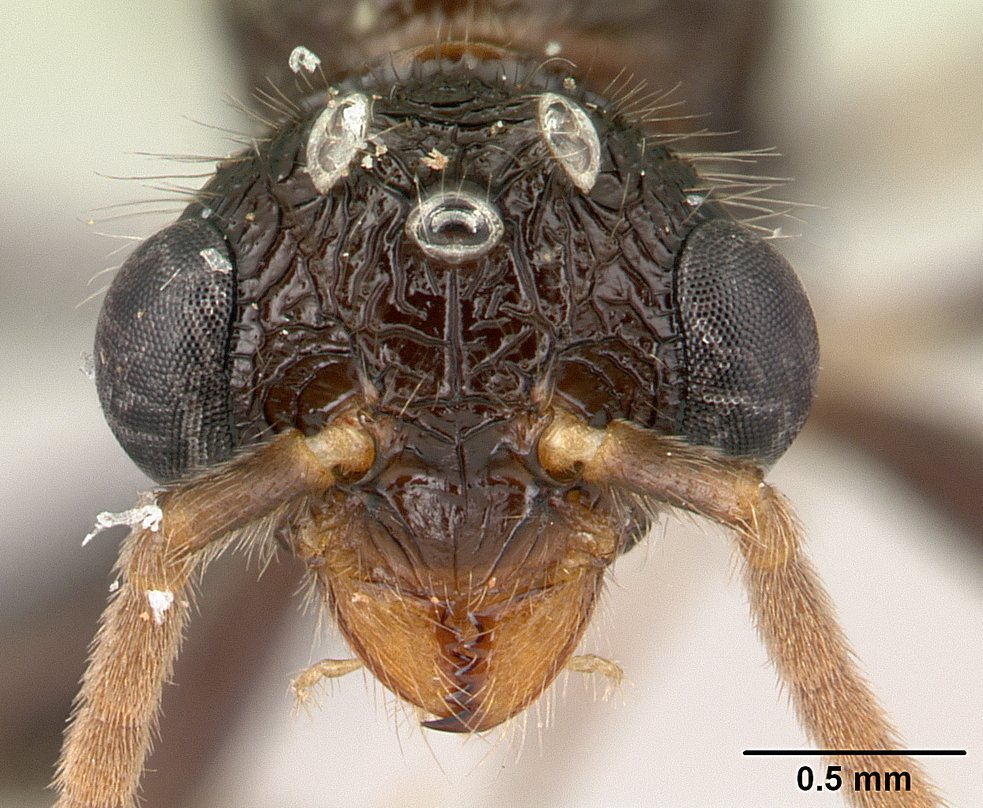